# ガランバ国立公園
ガランバ国立公園は、コンゴ民主共和国北東部の南スーダン国境近くに広がる国立公園。ガランバ川一帯を含む国立公園で、1938年に創設された。キタシロサイの保護区として知られ、1980年にはユネスコの世界遺産にも登録された。しかし、密猟の横行などによってキタシロサイは野生絶滅し、世界遺産リストからの抹消も検討されたことがあるなど、危機的な状況にさらされている国立公園である。

## 動物相
この国立公園の動物相の中で最も特徴的なのが、シロサイの亜種キタシロサイであった。この亜種はもともとコンゴ民主共和国やその近隣など、限られた地域にしか生息していなかったが、乱獲の影響で1980年代にはもはやこの国立公園にしか生き残っていなかった。一時は個体数は増加傾向にあったものの、後に情勢悪化による密猟が横行し、2008年に野生絶滅した。
また、キタシロサイの生息と並んでこの国立公園の特色となっているのがアフリカゾウの調教で、アフリカの他の国立公園には例を見ないゾウの調教センターもある。この調教は観光などに結びつく事業であり、地域住民に収入の途を与え、結果として密猟を防止することに役立てるという目的も込められている。
このほかの動物としてはサバナと森林に生息する種が多く、キリン、オカピ、マルミミゾウ、アヌビスヒヒ、ウォーターバック、ハーテビースト、コーブ、ボンゴといったのレイヨウ、ヒョウ、ライオン、カバ、ブチハイエナ、モリイノシシ、チンパンジー、アフリカスイギュウ（Syncerus caffer nanusとSyncerus caffer aequinoctialis）などが生息している。

## 植物相
ソーセージノキ（ノウゼンカズラ科）、ヒパレーニア属（イネ科）、カミガヤツリなどが生育している。

## 世界遺産

### 登録基準
この世界遺産は世界遺産登録基準のうち、以下の条件を満たし、登録された（以下の基準は世界遺産センター公表の登録基準からの翻訳、引用である）。
- (7) ひときわすぐれた自然美及び美的な重要性をもつ最高の自然現象または地域を含むもの。
- (10) 生物多様性の本来的保全にとって、もっとも重要かつ意義深い自然生息地を含んでいるもの。これには科学上または保全上の観点から、すぐれて普遍的価値を持つ絶滅の恐れのある種の生息地などが含まれる。

### 危機遺産登録
この国立公園の特徴的な存在であるキタシロサイは、1960年代から80年代にかけて激減し絶滅寸前に追い込まれた。これは、キタシロサイの角を狙った密猟があとを絶たなかったためである。このことから1984年に「危機にさらされている世界遺産」（危機遺産）への登録が行われた。これに対し、ザイール（現コンゴ民主共和国）当局は密猟者対策を徹底し、十分な成果を挙げることに成功した。その結果、15頭にまで減っていたキタシロサイが微増傾向に転じたことから1992年に危機遺産リストから外された。
しかし、その後スーダンの反政府軍や難民の流入、コンゴ民主共和国内の内戦などによって環境が悪化し、1996年に再び危機遺産リストに加えられた。その後、キタシロサイの生息数がついに一桁台に落ち込んだ上、地元政治家などの反対で保護のための移送計画も頓挫したため、2005年の第29回世界遺産委員会では、世界遺産リストからの除外も検討された。
結局、世界遺産登録の抹消は見送られたが、危機的な状況に変わりはなく、コンゴ民主共和国一国にとどまらない、国際的な環境保全の試みが継続されている。